# Pasquale Melucci
Pasquale Melucci (Muro Lucano, 6 luglio 1854 – Muro Lucano, 6 febbraio 1929) è stato un giurista italiano.
Fu docente di Diritto civile ed in seguito rettore della facoltà di Giurisprudenza all'Università di Napoli. Fu anche membro dell'Accademia Pontaniana e autore di diverse opere giuridiche.

## Opere Fondamentali
- Trattato della separazione del patrimonio del defunto da quello dell'erede (1878)
- Trattato teorico-pratico delle collazioni ed imputazioni (1880)
- Studio sul diritto di rappresentazione (1882)
- Il sistema ipotecario (1883)
- Delle obbligazioni solidali (1884)
- Introduzione allo studio delle scienze giuridiche ed istituzioni di diritto civile, Lezioni (1904-1906)
- Il diritto di successione (1910)
- Il testamento (1914)